# Charles Leclerc
Charles Marc Hervè Perceval Leclerc (* 16. října 1997 Monte Carlo) je monacký automobilový závodník, momentálně závodící ve Formuli 1 za stáj Ferrari. V šampionátu jezdců v roce 2022 skončil na druhém místě.
V sedmi letech začal závodit na motokárách na trati v Brignoles, kterou spravoval otec Julese Bianchiho. Do juniorské formule se přesunul v roce 2014, v sérii Formula Renault 2.0 se umístil na druhém místě. O rok později nastoupil ve Formuli 3, kde několik závodů vyhrál a skončil na čtvrtém místě. V roce 2016 ovládl šampionát GP3 Series, načež získal pro rok 2017 sedačku v týmu Prema ve Formuli 2, kde opět získal titul.
V roce 2016 se stal členem akademie Ferrari. Ve Formuli 1 debutoval v roce 2018 s týmem Sauber. Své první body získal v témže roce během Grand Prix Ázerbájdžánu za šesté místo. V roce 2019 přestoupil do Ferrari, kde se stal týmovým kolegou Sebastiana Vettela. Ve druhém závodě sezóny v Bahrajnu se stal druhým nejmladším pilotem v historii, kterému se podařilo získat pole position. Později v sezóně získal během Grand Prix Belgie své první vítězství, na které navázal výhrou hned v dalším závodě v Itálii, čímž se stal prvním jezdcem Ferrari od roku 2010, který zde vyhrál.
Jeho nejúspěšnější sezónou byl rok 2022, kdy získal několik vítězství a v šampionátu skončil druhý za Maxem Verstappenem. V dalším roce žádné vítězství nezískal, v roce 2024 ale ovládl Grand Prix Monaka a stal se tak prvním Monačanem, který závod vyhrál. Poté zvítězil ještě v Itálii a v USA a celkově skončil třetí.
Celkem ve Formuli 1 vyhrál 8 závodů, získal 27 pole position, zajel 10 nejrychlejších kol a 47krát skončil mezi třemi nejlepšími. S Ferrari má uzavřenou smlouvu do konce roku 2029.

## Juniorská kariéra

### Motokáry (2005–2013)
Kariéru závodníka začal v roce 2005 ve francouzských závodech motokár. V letech 2005, 2006 a 2008 se stal motokárovým šampiónem Provence-Alpes-Côte d'Azur a v roce 2010 povýšil do kategorie KF3, kde se dočkal úspěchů a vyhrál několik různých závodů a šampionátů. Svými výkony si získal pozornost Nicolase Todta, který se stal jeho manažerem – ten manažeroval například kariéry Felipeho Massy či Pastora Maldonada.
V roce 2012 povýšil do kategorie KF2 a díky Todtovi získal místo v prestižním týmu ART Grand Prix. V následujících dvou letech vyhrál několik šampionátů a závodil proti některým nynějším pilotům Formule 1, jako jsou například Max Verstappen či Alexander Albon.

### Formule Renault, Formule 3 a GP3 (2014–2016)
V roce 2014 zastihla Leclerca tragédie, když při nehodě v Grand Prix Japonska zemřel jeho blízký rodinný přítel a kmotr Jules Bianchi. První zkušenost s monoposty měl v sérii Formule Renault 2.0 Alps. V sezóně za tým Fortec Motorsports získal sedm pódií a dvojité vítězství na Monze a v šampionátu skončil druhý za Nyckem de Vriesem, v pořadí nováčku byl však první. Tým Fortec mu také umožnil odstartovat šest závodů v evropské Formuli Renault, kde dokázal třikrát dojet na druhém místě.
V roce 2015 povýšil do kategorie Formule 3 a závodil v sérii FIA Evropské mistrovství Formule 3 s týmem Van Amersfoort Racing. V druhém a třetím závodě jeho prvního závodního víkendu v Silverstone získal pole position a ve třetím závodě také zvítězil. V sezóně pak dále zvítězil v Hockenheimu a ve Spa-Francorchamps a dokončil ji na čtvrtém místě a na prvním místě mezi nováčky. V prestižním listopadovém závodě v Macau skončil druhý.
V roce 2016 závodil v sérii GP3 za tým ART Grand Prix. V sezóně vyhrál tři závody a zakončil ji ziskem GP3 titulu.

### Formule 2 (2017)
Týden poté, co vyhrál šampionát GP3, bylo oznámeno, že v roce 2017 bude závodit ve Formuli 2 za tým Prema Racing. Jeho týmovým kolegou se stal Antonio Fuoco.
V prvním závodním víkendu v Bahrajnu se v sobotním závodě kvalifikoval na pole position a v závodě dojel třetí. Nedělní závod vyhrál poté, co byl po pitstopu až na čtrnáctém místě a do čela se dostal v posledním kole závodu. V dalším závodě v Katalánsku vyhrál i po problémech s rádiovou komunikací. Domácí víkend v Monaku se mu nevydařil, když v sobotním závodě po startu z pole position musel odstoupit kvůli poruše zavěšení a v nedělním závodě kolidoval s Normanem Nato. V Ázerbájdžánu získal čtvrté pole position v řadě a proměnil jej ve vítězství, které věnoval svému otci Hervemu, který zemřel tři dny před závodem. V nedělním závodě, do kterého startoval dle pravidel Formule 2 z osmého místa, dojel první, ale kvůli penalizaci za nerespektování žlutých vlajek se propadl na druhé místo.
V Rakousku získal další pole position a sobotní závod taktéž vyhrál. Nedělní po kolizi s Fuocem nedokončil. Ve Silverstone získal šesté pole position v řadě, čímž vyrovnal F2/GP2 rekord Stoffela Vandoorna z let 2014 a 2015. Pole position proměnil ve vítězství. V Maďarsku zajel v kvalifikaci opět nejrychlejší čas a získal pole position, byl však diskvalifikován kvůli špatným součástkám na jeho voze Prema a startoval z posledního místa. Sobotní i nedělní závod dokončil na 4. místě a v tomto stádiu sezóny vedl šampionát o padesát bodů před Oliverem Rowlandem.
V Belgii opět získal pole position a sobotní závod vyhrál o dvacet sekund, byl však diskvalifikován kvůli nadměrnému opotřebení vozu. V nedělním závodě po startu z 19. místa skončil pátý. V Itálii bojoval v sobotním závodě o vítězství, v posledním kole však kolidoval s Nyckem de Vriesem a musel ze závodu odstoupit. Nedělní závod dokončil po startu z posledního místa na 9. místě.
Do předposledního víkendu v Jerezu vstupoval s 56 bodovým náskokem na Rowlanda. Kvalifikaci vyhrál a získal tak osmé pole position v sezóně. První část sobotního závodu dominoval a vytvořil si velký náskok, situace se však obrátila, když ke konci závodu vyjel safety car, což smazalo jeho náskok, a na starých pneumatikách musel čelit útokům Rowlanda. Závod nakonec vyhrál o 0,2 sekundy a ve své nováčkovské sezóně v F2 získal titul. Stal se prvním nováčkem od Nica Hülkenberga v roce 2009, který v první sezóně vyhrál titul. Předtím to dokázali pouze budoucí mistři světa F1 Nico Rosberg a Lewis Hamilton. Poslední závodní víkend v Abu Zabí zakončil druhým a prvním místem v závodech.

## Formule 1

### Testovací jezdec

#### 2016
V březnu 2016 bylo oznámeno, že se Leclerc stává členem akademie Ferrari a že bude pro sezónu 2016 sloužit jako vývojový jezdec týmů Haas F1 Team a Scuderia Ferrari. Za Haas odjel první trénink v Grand Prix Velké Británie 2016. Věřilo se, že pokud vyhraje v tomto roce GP3 titul, tak že podobně jako Valtteri Bottas či Daniil Kvjat postoupí rovnou do F1 a stane se v roce 2017 oficiálním pilotem Haasu. To ovšem šéf týmu Haas Guenther Steiner vyvrátil a potvrdil jeho účast ve Formuli 2.

#### 2017
V sezónních testech v Maďarsku nastoupil za Ferrari a odjel 98 kol. Den zakončil nejrychlejším časem prvního dne testů.

### Sauber (2018)
Leclercova účast v sezóně F1 v roce 2018 za tým Alfa Romeo Sauber F1 Team byla potvrzena v prosinci 2017. Stal se prvním monackým pilotem F1 od Oliviera Beretty v sezóně 1994. První body za šesté místo získal v Grand Prix Ázerbájdžánu a stal se tak teprve druhým Monačanem po Louisi Chironovi v sezóně 1950, který v F1 získal body.
V sezóně bodoval ještě několikrát a v kvalifikacích téměř pokaždé porazil svého týmového kolegu Marcuse Ericssona. Několikrát se dostal i do třetí části kvalifikace mezi nejlepších deset pilotů, i přes fakt, že Sauber byl v této sezóně až 8.–9. nejrychlejším vozem. Sezónu zakončil třemi silnými výsledky, když v Mexiku, Brazílii a Abu Zabí dojel na sedmém místě. V šampionátu skončil celkově na 13. místě s 39 body.

### Ferrari (2019–)

#### 2019
Přestup Leclerca do týmu Scuderia Ferrari byl oficiálně oznámen 11. září 2018. Ve Ferrari vystřídal Kimiho Räikkönena, který naopak zaujal volné místo v přejmenovaném týmu Alfa Romeo. I když byl původně oznámen pouze pro rok 2019, o pár dní později týmový šéf Ferrari Maurizio Arrivabene potvrdil, že má platný kontrakt minimálně do roku 2022. Jako oficiální pilot Ferrari debutoval na posezónních testech v Abu Zabí 28. listopadu.
Do prvního závodu sezóny 2019 v Austrálii se kvalifikoval a dojel na pátém místě. Hned v dalším závodě v Bahrajnu zajel v kvalifikaci nejrychlejší čas, kterým překonal rekord okruhu, a získal své první pole position v F1 kariéře. Stal se tak nejmladším pilotem Ferrari, kterému se to kdy podařilo. Většinu závodu po startu z prvního místa vedl, ovšem kvůli poruše motoru musel v závěrečné fázi závodu výrazně zpomalit a propadl se až na třetí místo za Lewise Hamiltona a Valtteriho Bottase. I tak to ale značilo jeho první pódium v F1.
Do Grand Prix Číny se kvalifikoval na 4. místě za svým týmovým kolegou Sebastianem Vettelem, kterého však na startu závodu předjel. Kvůli týmové režii byl ale nucen Vettela pustit zpět před sebe a závod dokončil na 5. místě. V Ázerbájdžánu během kvalifikace havaroval a startoval z osmého místa a v závodě dojel pátý, získal ovšem bod navíc za nejrychlejší kolo v závodě. V Monaku vypadl kvůli chybné strategii Ferrari už v první části kvalifikace a do domácího závodu startoval až patnáctý. V závodě při pokusu dostat se v pořadí nahoru kolidoval s Nico Hülkenbergem a musel odstoupit. V Kanadě se kvalifikoval na třetím místě a na něm také dojel, což značilo jeho druhé pódium v kariéře. Na 3. místě dojel také v následujícím závode ve Francii. Do Grand Prix Rakouska se kvalifikoval na pole position a většinu závodu vedl, tři kola před koncem jej však předjel Max Verstappen a Leclerc tak skončil druhý.
Ve Velké Británii se kvalifikoval na třetím místě. O tuto pozici sváděl v závodě souboj s Verstappenem, dokázal se však ubránit jeho útokům a získal tak své čtvrté pódium v řadě. V kvalifikaci na Grand Prix Německa ho postihly problémy s motorem a tudíž ve třetí části nezajel čas, startoval tedy až z desátého místa. V deštivém závodě byl již pár kol po startu na čtvrtém místě, ovšem kontroverzní rozhodnutí Ferrari přezout jeho vůz na suché pneumatiky, i když byla trať ještě mokrá, přispělo k Leclercově nehodě, když ztratil kontrolu nad vozem a naboural do bariér. Další závod sezóny v Maďarsku dokončil na čtvrtém místě.
V prvním závodě po letní přestávce v Belgii získal v kvalifikaci pole position. V závodě sváděl boj o vítězství s Mercedesem Lewise Hamiltona, kterému se ubránil a získal své první vítězství ve Formuli 1 v kariéře. Vítězství věnoval bývalému rivalovi Anthoine Hubertovi, který den předtím tragicky zahynul při nehodě ve Formuli 2. Na belgické vítězství navázal pole position a vítězstvím v pro Ferrari domácí Grand Prix Itálie. V Singapuru získal třetí pole position v řadě, závod však vyhrál po lepší strategii jeho týmový kolega Vettel. V Rusku zajel v kvalifikaci opět nejlepší čas a získal pole position. Na startu jej předjel Vettel, který byl ale poté instruován k puštění Leclerca před sebe. Než se tak ale stalo, tak došlo k poruše na Vettelově voze, což způsobilo aktivování virtuálního safety caru, což zvýhodnilo piloty Mercedesu, kteří se oba dostali před Leclerca a odsunuli ho tak na třetí místo.
Do Grand Prix Japonska se kvalifikoval na druhém místě, na startu však kolidoval s Verstappenem a s poškozeným vozem dojel na šestém místě, což znamenalo jeho nejhorší výsledek sezóny. V Mexiku zajel v kvalifikaci druhý nejlepší čas, první Verstappen byl však penalizován a Leclerc se tak posunul na první příčku, což značilo jeho sedmé pole position sezóny. V závodě dojel na 4. místě a na stejném místě dojel i v USA. V Brazílii kontroverzně kolidoval s týmovým kolegou Vettelem a oba vozy Ferrari musely odstoupit. Sezónu zakončil třetím místem v Abu Zabí.
V šampionátu sezóny 2019 skončil na celkovém čtvrtém místě s 264 body, před svým týmovým kolegou, čtyřnásobným mistrem F1, Vettelem. Ve svém prvním roce za Ferrari vyhrál dva závody, získal deset pódiových umístění, zajel čtyři nejrychlejší kola a získal sedm pole position – více, než jakýkoliv jiný pilot, což znamenalo, že poprvé od roku 2014 nebyl nejúspěšnějším kvalifikátorem pilot Mercedesu. 23. prosince prodloužil s Ferrari smlouvu do roku 2024. V sezoně 2022 se stal vicemistrem světa v poháru jezdců za dvojnásobným mistrem světa Maxem Verstappenem.

## Výsledky
| Legenda k tabulce | Legenda k tabulce                                                                       |
| Barva             | Výsledek                                                                                |
| ----------------- | --------------------------------------------------------------------------------------- |
| Zlatá             | Vítěz                                                                                   |
| Stříbrná          | 2. místo                                                                                |
| Bronzová          | 3. místo                                                                                |
| Zelená            | Bodované umístění                                                                       |
| Modrá             | Nebodované umístění                                                                     |
| Modrá             | Dokončil neklasifikován (NC)                                                            |
| Fialová           | Odstoupil (Ret)                                                                         |
| Červená           | Nekvalifikoval se (DNQ)                                                                 |
| Červená           | Nepředkvalifikoval se (DNPQ)                                                            |
| Černá             | Diskvalifikován (DSQ)                                                                   |
| Bílá              | Nestartoval (DNS)                                                                       |
| Bílá              | Závod zrušen (C)                                                                        |
| Světle modrá      | Pouze trénoval (PO)                                                                     |
| Světle modrá      | Páteční testovací jezdec (TD)                                                           |
| Bez barvy         | Netrénoval (DNP)                                                                        |
| Bez barvy         | Vyřazen (EX)                                                                            |
| Bez barvy         | Nepřijel (DNA)                                                                          |
| Bez barvy         | Odvolal účast (WD)                                                                      |
| Bez barvy         | Nezúčastnil se (prázdné)                                                                |
| Označení          | Význam                                                                                  |
| Tučnost           | Pole position                                                                           |
| Kurzíva           | Nejrychlejší kolo                                                                       |
| †                 | Jezdec nedojel do cíle, ale byl klasifikován, protože odjel více než 90 % délky závodu. |
| ‡                 | Byl udělován poloviční počet bodů, protože bylo odjeto méně než 75 % délky závodu.      |
| Horní index       | Umístění bodujících jezdců ve sprintu                                                   |

### Závodní kariéra
| Sezóna | Série                       | Tým                             | Závody | Vítězství | PP | NK | Pódia | Body  | Umístění  |
| ------ | --------------------------- | ------------------------------- | ------ | --------- | -- | -- | ----- | ----- | --------- |
| 2014   | Formula Renault 2.0 Alps    | Fortec Motorsports              | 14     | 2         | 1  | 0  | 7     | 199   | 2. místo  |
| 2014   | Eurocup Formula Renault 2.0 | Fortec Motorsports              | 6      | 0         | 0  | 0  | 3     | 0     | —         |
| 2015   | FIA Formula 3 European      | Van Amersfoort Racing           | 33     | 4         | 3  | 5  | 13    | 363,5 | 4. místo  |
| 2015   | Grand Prix Macaa            | Van Amersfoort Racing           | 1      | 0         | 0  | 0  | 1     | —     | 2. místo  |
| 2016   | GP3 Series                  | ART Grand Prix                  | 18     | 3         | 4  | 4  | 8     | 202   | 1. místo  |
| 2017   | Formule 2                   | Prema Racing                    | 22     | 7         | 8  | 4  | 10    | 282   | 1. místo  |
| 2018   | Formule 1                   | Alfa Romeo Sauber F1 Team       | 21     | 0         | 0  | 0  | 0     | 39    | 13. místo |
| 2019   | Formule 1                   | Scuderia Ferrari Mission Winnow | 21     | 2         | 7  | 4  | 10    | 264   | 4. místo  |
| 2020   | Formule 1                   | Scuderia Ferrari Mission Winnow | 17     | 0         | 0  | 0  | 2     | 98    | 8. místo  |
| 2021   | Formule 1                   | Scuderia Ferrari Mission Winnow | 22     | 0         | 2  | 0  | 1     | 159   | 7. místo  |
| 2022   | Formule 1                   | Scuderia Ferrari                | 22     | 3         | 9  | 3  | 11    | 308   | 2. místo  |
| 2023   | Formule 1                   | Scuderia Ferrari                | 22     | 0         | 5  | 0  | 6     | 206   | 5. místo  |
| 2024   | Formule 1                   | Scuderia Ferrari                | 24     | 3         | 3  | 3  | 13    | 356   | 3. místo  |
| 2025   | Formule 1                   | Scuderia Ferrari HP             | 14     | 0         | 1  | 0  | 5     | 151*  | 5. místo* |

### Kompletní výsledky ve Formuli 1
| Rok  | Tým                             | Šasi           | Motor                    | 1       | 2        | 3       | 4      | 5       | 6       | 7      | 8       | 9       | 10      | 11      | 12      | 13      | 14     | 15     | 16      | 17      | 18       | 19     | 20       | 21     | 22     | 23     | 24    | Body | Umístění  |
| ---- | ------------------------------- | -------------- | ------------------------ | ------- | -------- | ------- | ------ | ------- | ------- | ------ | ------- | ------- | ------- | ------- | ------- | ------- | ------ | ------ | ------- | ------- | -------- | ------ | -------- | ------ | ------ | ------ | ----- | ---- | --------- |
| 2016 | Haas F1 Team                    | Haas VF-16     | Ferrari 061 1,6 V6 t     | AUS     | BHR      | CHN     | RUS    | ESP     | MON     | CAN    | EUR     | AUT     | GBR TD  | HUN TD  | GER TD  | BEL     | ITA    | SIN    | MAL     | JPN     | USA      | MEX    | BRA TD   | ABU    |        |        |       | –    | –         |
| 2017 | Sauber F1 Team                  | Sauber C36     | Ferrari 062 1,6 V6 t     | AUS     | CHN      | BHR     | RUS    | ESP     | MON     | CAN    | AZE     | AT      | GBR     | HUN     | BEL     | ITA     | SIN    | MAL TD | JPN     | USA TD  | MEX TD   | BRA TD | ABU      |        |        |        |       | –    | –         |
| 2018 | Alfa Romeo Sauber F1 Team       | Sauber C37     | Ferrari 062 EVO 1,6 V6 t | AUS 13  | BHR 12   | CHN 19  | AZE 6  | ESP 10  | MON 18† | CAN 10 | FRA 10  | AUT 9   | GBR Ret | GER 15  | HUN Ret | BEL Ret | ITA 11 | SIN 9  | RUS 7   | JPN Ret | USA Ret  | MEX 7  | BRA 7    | ABU 7  |        |        |       | 39   | 13. místo |
| 2019 | Scuderia Ferrari                | Ferrari SF90   | Ferrari 064 1,6 V6 t     | AUS 5   | BHR 3    | CHN 5   | AZE 5  | ESP 5   | MON Ret | CAN 3  | FRA 3   | AUT 2   | GBR 3   | GER Ret | HUN 4   | BEL 1   | ITA 1  | SIN 2  | RUS 3   | JPN 6   | MEX 4    | USA 4  | BRA 18†  | ABU 3  |        |        |       | 264  | 4. místo  |
| 2020 | Scuderia Ferrari                | Ferrari SF1000 | Ferrari 065 1,6 V6 t     | AUT 2   | STY Ret  | HUN 11  | GBR 3  | 70A 4   | ESP Ret | BEL 14 | ITA Ret | TUS 8   | RUS 6   | EIF 7   | POR 4   | EMI 5   | TUR 4  | BHR 10 | SKR Ret | ABU 13  |          |        |          |        |        |        |       | 98   | 8. místo  |
| 2021 | Scuderia Mission Winnow Ferrari | Ferrari SF21   | Ferrari 065/6 1,6 V6 t   | BHR 6   | EMI 4    | POR 6   | ESP 4  | MON DNS | AZE 4   | FRA 16 | STY 7   | AUT 8   | GBR 2   | HUN Ret | BEL 8‡  | NED 5   | ITA 4  | RUS 15 | TUR 4   | USA 4   | MXC 5    | SAP 5  | QAT 8    | SAU 7  | ABU 10 |        |       | 159  | 6. místo  |
| 2022 | Scuderia Ferrari                | Ferrari F1-75  | Ferrari 066/7 1,6 V6 t   | BHR 1   | SAU 2    | AUS 1   | EMI 62 | MIA 2   | ESP Ret | MON 4  | AZE Ret | CAN 5   | GBR 4   | AUT 12  | FRA Ret | HUN 6   | BEL 6  | NED 3  | ITA 2   | SIN 2   | JPN 3    | USA 3  | MXC 6    | SAP 46 | ABU 2  |        |       | 308  | 2. místo  |
| 2023 | Scuderia Ferrari                | Ferrari SF-23  | Ferrari 066/10 1,6 V6 t  | BHR Ret | SAU 7    | AUS Ret | AZE 32 | MIA 7   | MON 6   | ESP 11 | CAN 4   | AUT 2   | GBR 9   | HUN 7   | BEL 35  | NED Ret | ITA 4  | SIN 4  | JPN 4   | QAT 5   | USA DSQ3 | MXC 3  | SAP DNS5 | LVG 2  | ABU 2  |        |       | 206  | 5. místo  |
| 2024 | Scuderia Ferrari                | Ferrari SF-24  | Ferrari 066/12 1,6 V6 t  | BHR 4   | SAU 3    | AUS 2   | JPN 4  | CHN 4   | MIA 32  | EMI 3  | MON 1   | CAN Ret | ESP 5   | AUT 117 | GBR 14  | HUN 4   | BEL 3  | NED 3  | ITA 1   | AZE 2   | SIN 5    | USA 14 | MXC 3    | SAP 53 | LVG 4  | QAT 25 | ABU 3 | 356  | 3. místo  |
| 2025 | Scuderia Ferrari HP             | Ferrari SF-25  | Ferrari 066/14 1,6 V6 t  | AUS 8   | CHN DSQ5 | JPN 4   | BHR 4  | SAU 3   | MIA 7   | EMI 6  | MON 2   | ESP 3   | CAN 5   | AUT 3   | GBR 14  | BEL 34  | HUN 4  | NED    | ITA     | AZE     | SIN      | USA    | MXC      | SAP    | LVG    | QAT    | ABU   | 151* | 5. místo* |